# 岑卓能
岑卓能，马来西亚政治人物，前霹雳州议会巴占议员，曾经是民主行动党党员。后脱离行动党，加入伊党支持者大会堂。2022年加入土著团结党。

## 政治生涯
1978年大选时，便获得上阵机会，惟却败阵收场，尽管如此，他于2008年再次上阵，代表行动党竞选霹雳州议会选举巴占州议席获胜，当选为巴占州议员。曾有传闻指，岑卓能因不满在2013年的第13届大选中，不获再度上阵的机会，由现任巴占州议员张志坚取代，而颇有怨言，也曾向媒体透露指不获上阵就当退休，一切随缘。2015年8月13日，宣布退出民主行动党，同年8月14日加入伊斯兰党支持者大会堂。2022年，土著团结党霹雳非巫裔膀臂组织主席伍礼杰，建议委任岑卓能为副选举主任。